# Boksekampen i Reno
Boksekampen i Reno (originaltitel: Jeffries-Johnson World's Championship Boxing Contest, Held at Reno, Nevada, July 4, 1910) er en dokumentaroptagelse af boksekampen om verdensmesterskabet i sværvægt mellem verdensmesteren Jack Johnson og den ubesejrede udfordrer, den tidligere mester James J. Jeffries. Kampen blev bokset på den amerikanske nationaldag den 4. juni 1910 i Reno i Nevada.
Kampen blev kaldt “århundredets kamp”, og blev som en af de første boksekampe optaget med flere kameraer for derefter at blive vist i biografer over hele USA.
Filmen havde dansk premiere i juni 1911 i Panoptikon Teatret.